# Volo TWA 513
Il volo TWA 513, con codice di registrazione NC86513 e nominato Star of Lisbon, era un Lockheed L-049 Constellation operato dalla Transcontinental and Western Air durante un volo di addestramento l'11 luglio 1946, nei pressi di Reading, Pennsylvania.

## Descrizione
L'11 luglio 1946, il cablaggio elettrico nel vano bagagli del volo TWA 513 esplose, innescando un incendio mentre l'aereo era in volo. Il fumo e l'intenso incendio che si svilupparono resero impossibile ai piloti mantenere il controllo del velivolo.
Dei sei membri dell'equipaggio a bordo, cinque persero la vita.
Questo incidente fu memorabile perché determinò il conseguente ammaraggio di tutti i Lockheed Constellation dal 12 luglio al 23 agosto 1946, quando le apparecchiature di rilevamento incendi del carico avrebbero potuto essere installate su tutti i modelli di aerei simili.